# Desy Ratnasari
Desy Ratnasari, née le 12 décembre 1973 à Sukabumi, est une chanteuse, actrice et femme politique indonésienne. Elle est actuellement membre du conseil représentatif du peuple du parti du mandat national.